# Hermanos de las vituallas

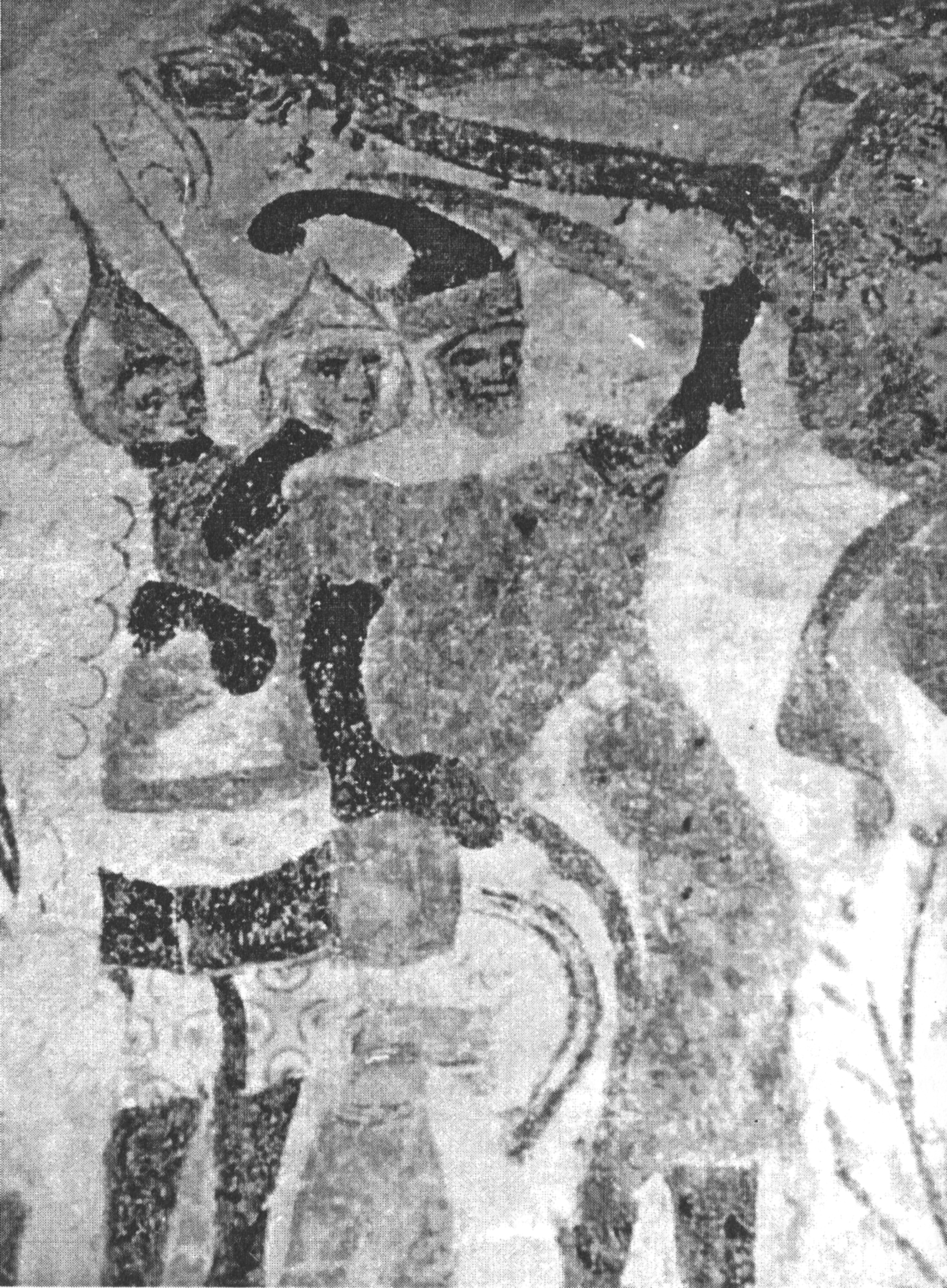
Pintura mural en la iglesia de Bunge, provincia de Gotland, ca. 1405, una de las pocas representaciones contemporáneas de los hermanos de las vituallas; de manera significativa, la ropa y las armas que identifican a los piratas son góticas.

Los Hermanos de las vituallas, Vitalianos, vitalienses o Hermandad vitaliana (en danés: Vitaliebrødre) fueron inicialmente una compañía de corsarios con base en Suecia que eventualmente se convirtió en un grupo de piratas y que, a finales del siglo XIV, fueron una gran potencia en el mar Báltico. Fueron contratados en 1392 por los duques de Mecklemburgo para luchar contra Dinamarca, ya que la reina Margarita I de Dinamarca había encarcelado a Alberto III de Mecklemburgo y su hijo con el fin de someter el reino de Suecia (Alberto ya era rey de Suecia desde 1364 y duque de Mecklemburgo desde 1383), y a cambio del libre acceso a todos los puertos confederados debían devastar las costas de los tres países escandinavos.
Los líderes más conocidos de la primera generación fueron Arnd Stuke y Nikolaus Milies, y más tarde Klaus Störtebeker, Gödeke Michels, Hennig Wichmann, Klaus Scheld y Magister Wigbold.

## Gremio de los Hermanos de las vituallas
Mientras la reina Margarita y Alberto de Mecklemburgo luchaban por la supremacía escandinava y las fuerzas de Margarita estaban sitiando Estocolmo, ciudad a la que tenían constantemente en jaque los partidarios de la Unión escandinava, los duques de Mecklemburgo contrataron a unas bandas de corsarios, que eran ya hacía tiempo dueños del mar, para el avituallamiento de la guerra en el mar y enviar alimentos para mantener la ciudad abastecida. El nombre que se dieron a sí mismos, Hermanos de las vituallas, deriva de la palabra latina victualia —que significa provisiones— y se refiere a esa primera misión de suministrar alimentos a la sitiada ciudad de Estocolmo.
Esos corsarios eran descendientes de los northmans (hombres del Norte) y estaban organizados como una cofradía o gremio. Por la alianza con los duques de Mecklemburgo, además de aprovisionar Estocolmo, tenían libre acceso a todos los puertos confederados con la condición de que devastasen las costas de los tres países escandinavos. Los piratas pudieron ejercer de este modo su profesión sin gran peligro, ya que los Estados escandinavos apenas tenían marina (la guerra marítima era casi desconocida en aquella época) y, por otra parte, las ciudades costeras no estaban suficientemente fortificadas. Se dieron, pues, al saqueo y al pillaje por todas las costas de Dinamarca y Suecia.
Su principal enemigo naval en 1392 era la poderosa ciudad hanseática de Lübeck, que apoyaba a Dinamarca en la guerra. Salvo Lübeck, la Liga Hanseática apoyó inicialmente a los Hermanos de las vituallas. La mayor parte de las ciudades hanseáticas no tenían ningún deseo de que vencieran los daneses por su ubicación estratégica, que les daba el control de las rutas marítimas.
Durante varios años, los Hermanos de las vituallas fueron desde 1392 una gran potencia en el mar Báltico. Tenían puertos seguros en las ciudades de Rostock, Ribnitz, Wismar y Stralsund. Pronto derivaron hacia la abierta piratería y saqueos costeros. En 1393 saquearon la ciudad de Bergen, por primera vez, y en 1394 conquistaron Malmö. También saquearon Turku, Vyborg, Faxeholm, Styresholm y Korsholm y ocuparon partes de Frisia y Schleswig.
En el clímax de su poder, los Hermanos de las vituallas ocuparon la isla de Gotland en 1394 y establecieron su cuartel general en Visby. La situación se agravó por momentos, pues los partidarios de la autonomía de Suecia combatían como voluntarios en las filas de los Vitalianos, y el comercio marítimo de la Liga Hanseática, entonces tan floreciente en el mar Báltico, prácticamente se derrumbó y la industria del arenque sufrió sus depredaciones. La reina Margarita incluso solicitó ayuda del rey Ricardo II de Inglaterra y trató de fletar barcos ingleses para combatir a los piratas.
Desde 1395 en adelante, la reina Margarita se impuso políticamente, uniéndose a Dinamarca, Suecia y Noruega para formar la Unión de Kalmar. La Liga Hanseática estaba obligada a cooperar con ella, presagiando su declive final.
En esa misma época, los Hermanos de las vituallas estuvieron asaltando imparcialmente los barcos de todos los países. Su famoso grito de guerra era «amigos de Dios y enemigos del mundo entero». La reina Margarita y el rey Alberto de Suecia concedieron la isla de Gotland a los aliados de la Orden Teutónica como un juramento (similar a un feudo). Una armada de invasión, dirigida por Konrad von Jungingen, el Gran Maestre de la Orden, conquistó la isla en 1398, destruyendo Visby y desalojando a los Hermanos de las vituallas de la isla.
En la guerra entre la Liga Hanseática y la Unión de Kalmar, sobre todo a partir de la batalla de Copenhague de 1428, los Hermanos se convirtieron en aliados de Holstein y, por tanto, indirectamente, de la Hansa, incluida Lübeck, su antaño enemigo. El rey danés Erico de Pomerania (heredero de Margarita), tras perder su flota, llevó a cavo su primer ataque de represalia contra sus enemigos derrotando a los Hermanos de las vituallas frente a las costas de Kullaberg.

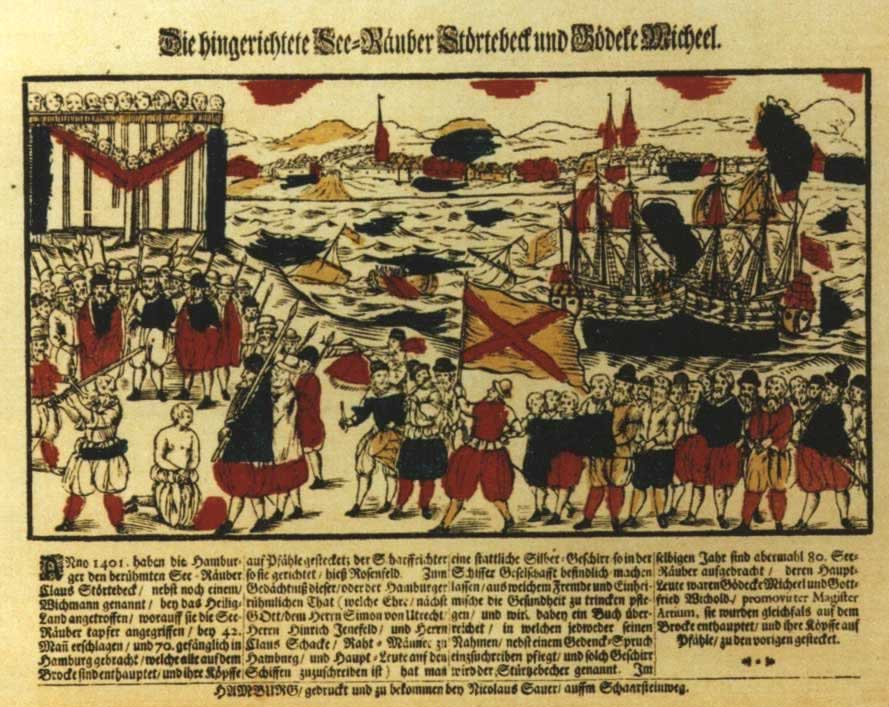
La ejecución sumaria de Störtebeker, 1401; xilografía tintada de Nicolaus Sauer, Hamburgo, 1701 (Hamburgo Staatsarchiv)

## Likedeelers, los sucesores de los Hermanos de las vituallas
Tras la derrota de los Hermanos de las vituallas y su expulsión de Gotland en 1398, la Liga Hanseática intentó varias veces, pero sin éxito, controlar completamente el mar Báltico. La reina Margarita de Dinamarca y las ciudades de Lübeck y Hamburgo contribuyeron por su parte a pacificar las costas. Algunos de los aventureros se retiraron a sus hogares cargados de riquezas, mientras que otros fueron a probar fortuna en el mar del Norte, donde encontraron buena acogida entre los frisones, y esta ayuda les alentó para rehacerse y volver a sus correrías. Aunque perdieron influencia en el golfo de Botnia, el golfo de Finlandia y Gotland, operaron desde el fiordo de Schlei, en la desembocadura del río Ems, y otros lugares en Frisia. Los sucesores de los Hermanos de las vituallas se llamaban a sí mismos los Likedeelers («partícipes iguales»), ya que compartían sus botines con las pobres poblaciones costeras. Ampliaron sus actividades en el mar del Norte y a lo largo de la costa del Atlántico, atacando Brabante y Francia y llegando, sorprendentemente, tan al sur como España.
Su líder más famoso fue el capitán Klaus Störtebeker (presuntamente recibió su nombre porque podía tragarse cuatro litros de cerveza sin dejar el vaso, aunque podría ser simplemente el apellido de una familia de Wismar). En 1401, Bunte Kuh, un buque de guerra de Hamburgo, al que acompañaba una pequeña flota al mando de Simon de Utrecht, se encontró con las fuerzas de Störtebeker cerca de Heligoland. Después de tres días de batalla, Störtebeker y su tripulación fueron finalmente vencidos y atrapados mediante una treta. Dos de sus principales jefes, Störtebeker y Wigmann, fueron después ejecutados públicamente en Hamburgo.
Sin embargo, este no fue el fin de la piratería y las incursiones costeras de los Likedeelers. En 1429, unos 28 años después de la ejecución de Störtebeker, otros miembros de los Hermanos de las vituallas atacaron y saquearon la ciudad de Bergen, en Noruega, que incendiaron hasta los cimientos. Hasta alrededor de 1440, el comercio marítimo en el mar del Norte y el mar Báltico corría serio peligro de ser atacado por los Likedeelers.